# Juzufowa (rejon miński)
Juzufowa (biał. Юзуфова, ros. Юзуфово) – agromiasteczko na Białorusi, w obwodzie mińskim, w rejonie mińskim, w sielsowiecie Juzufowa.
Dawniej dwór.